# Эрланн (авиабаза)
Авиабаза Эрланн (ИАТА: OLA, ИКАО: ENOL) (норв. Ørland hovedflystasjon) — авиабаза, расположенная в устье Тронхеймс-фьорда в муниципалитете Эрланн, графство Трёнделаг, Норвегия. Находится в ведении Королевских ВВС Норвегии и является важной авиабазой не только для Норвегии, но и для НАТО. На аэродроме в базируются стратегические бомбардировщики B-1B, Boeing E-3 Sentry с комплексом дальнего обнаружения AWACS, поисково-спасательные вертолёты Westland Sea King, а также силы прикрытия в составе F-35A Lightning II и F-16. База является местом проведения учений НАТО в полярном регионе.

## История
База была построена военнопленными (советскими и поляками) в 1941 году во время немецкой оккупации. Аэродром был предназначен для перехвата конвоев союзников в Мурманск. Здесь размещались дальние бомбардировщики Фокке-Вульф Fw 200. В июне 1942 года в Эрланн перебазировалась эскадрилья Junkers Ju 87 Stuka, а позже эскадрильи Messerschmitt Bf 109 и Focke-Wulf Fw 190.
В 1944 году была построена вторая взлётно-посадочная полоса. К концу войны база представляла собой защищенный аэродром с доками, инфраструктурой и береговой батареей, оснащённой орудиями, снятыми с линкора «Гнейзенау». Здесь находилось около 7 тыс. немецких военнослужащих и 10 тыс. военнопленных.